# Vincenzo Licciardi
Vincenzo Licciardi (Napoli, 27 giugno 1965) è un mafioso italiano, coinvolto in inchieste di camorra ed accusato di essere a capo di un'organizzazione criminale napoletana denominata "Alleanza di Secondigliano".
Capo della famiglia Licciardi di Secondigliano, è stato arrestato dalla Squadra Mobile della Questura di Napoli il 7 febbraio 2008 a Pozzuoli in una villa a Cuma, dove si trovava insieme alla moglie. Era tra i 30 ricercati più pericolosi d'Italia ancora in libertà e aveva ricevuto anche un mandato di cattura internazionale. Dopo il suo arresto fu succeduto dal boss Gennaro Cirelli detto Gerry.